# David Valencia (futbolista ecuatoriano)
David Modesto Valencia González (Quinindé, Ecuador, 15 de agosto de 1975) es un futbolista ecuatoriano que juega de delantero en el Anaconda FC de la Segunda Categoría de Ecuador.

## Clubes
| Club                   | País    | Año           |
| ---------------------- | ------- | ------------- |
| Técnico Universitario  | Ecuador | 1997-1998     |
| Barcelona SC           | Ecuador | 1999          |
| El Nacional            | Ecuador | 2000-2003     |
| Deportivo Cuenca       | Ecuador | 2004          |
| El Nacional            | Ecuador | 2005          |
| Técnico Universitario  | Ecuador | 2005          |
| Universidad Católica   | Ecuador | 2006          |
| Deportivo Cuenca       | Ecuador | 2006          |
| Deportivo Azogues      | Ecuador | 2007          |
| Espoli                 | Ecuador | 2007          |
| El Nacional            | Ecuador | 2008          |
| Manta FC               | Ecuador | 2009          |
| Rocafuerte Fútbol Club | Ecuador | 2009          |
| Deportivo Azogues      | Ecuador | 2010          |
| Olmedo                 | Ecuador | 2011          |
| Deportivo Quevedo      | Ecuador | 2011          |
| Mushuc Runa            | Ecuador | 2012          |
| ATV Piñas              | Ecuador | 2013          |
| Anaconda               | Ecuador | 2014-presente |

## Palmarés

### Campeonatos nacionales
| Título             | Club             | País    | Año  |
| ------------------ | ---------------- | ------- | ---- |
| Serie A de Ecuador | Deportivo Cuenca | Ecuador | 2004 |
| Serie A de Ecuador | El Nacional      | Ecuador | 2005 |